# فرانسسکا هالسال
فرانسسکا هالسال (به انگلیسی: Francesca Halsall) (زادهٔ ۱۲ آوریل ۱۹۹۰) شناگر اهل بریتانیا است.